# Monte Kamen'
Il monte Kamen' (in russo: гора Камень; kamen significa pietra) è un monte alto 1 701 m situato in Siberia. Si trova nel Territorio di Krasnojarsk, in Russia, al confine tra il Tajmyrskij e l'Ėvenkijskij rajon.
Il monte Kamen è il maggior rilievo per altezza dei monti Putorana e a sua volta dell'Altopiano della Siberia centrale. Nei pressi della sua cima nascono i fiumi Cheta e Kotui.
La montagna fu esplorata nel 1971-1972 dalla spedizione dell'Istituto di geografia dell'Accademia delle scienze dell'URSS.